# Greater Galesburg
Greater Galesburg é uma Região censo-designada localizada no estado americano de Michigan, no Condado de Kalamazoo.

## Demografia
Segundo o censo americano de 2000, a sua população era de 1631 habitantes.

## Geografia
De acordo com o United States Census Bureau tem uma área de
19,8 km², dos quais 17,2 km² cobertos por terra e 2,6 km² cobertos por água.

## Localidades na vizinhança
O diagrama seguinte representa as localidades num raio de 12 km ao redor de Greater Galesburg.